# Microhoria digitalis
Microhoria digitalis is een keversoort uit de familie snoerhalskevers (Anthicidae). De wetenschappelijke naam van de soort is voor het eerst geldig gepubliceerd in 1878 door De Marseul.